# (152533) Aggas
(152533) Aggas est un astéroïde de la ceinture principale.

## Description
(152533) Aggas est un astéroïde de la ceinture principale. Il fut découvert le 8 janvier 2007 à Mont Lemmon par le programme Mount Lemmon Survey. Il présente une orbite caractérisée par un demi-grand axe de 2,24 UA, une excentricité de 0,10 et une inclinaison de 5,4° par rapport à l'écliptique.

## Compléments